# Харисвил (Охајо)
Харисвил (енгл. Harrisville) град је у америчкој савезној држави Охајо.

## Демографија
По попису из 2010. године број становника је 235, што је 24 (-9,3%) становника мање него 2000. године.
| Група             | 2000.       | 2010.       |
| Белци             | 258 (99,6%) | 232 (98,7%) |
| Афроамериканци    | 0 (0,0%)    | 0 (0,0%)    |
| Азијати           | 1 (0,4%)    | 0 (0,0%)    |
| Хиспаноамериканци | 0 (0,0%)    | 2 (0,9%)    |
| Укупно            | 259         | 235         |